# Pachetra bombycina
Pachetra bombycina är en fjärilsart som beskrevs av Eduard Friedrich Eversmann 1847. Pachetra bombycina ingår i släktet Pachetra och familjen nattflyn. Inga underarter finns listade i Catalogue of Life.